# Elna Kiljander
Elna Julia Sofia Kiljander, född 4 november 1889 i Sordavala, död 21 mars 1970 i Helsingfors, var en finländsk arkitekt, en av de första kvinnliga utövarna av yrket i Finland.
Kiljander var dotter till Nikolai Kiljander, som var lektor i musik vid Sordavala lärarseminarium, och svenskfödda Julia Svensson. Efter faderns död 1898 flyttade familjen till Helsingfors; modern gifte om sig 1902. Elna Kiljander växte upp med svenska som hemspråk men genomgick sin skolgång på finska, först vid Alli Nissinens förberedande skola och därefter vid Helsingfors Finska Samskola där hon 1908 avlade studentexamen.
Efter arkitektexamen från Tekniska högskolan 1915 praktiserade Kiljander i Olonets i ryska Karelen och öppnade därefter privatpraktik, där hon koncentrerade sig på sociala frågor i boendet och särskilt på vardagsinredning i hemmet. Hennes mest kända byggnad är Ensi-Koti i Helsingfors, ett hem för ensamstående mödrar och deras barn, byggt 1940. Hennes engagemang för rationell köks- och bostadsinredning ledde 1936 till att hon tillsammans med Maria Strengell grundade företaget Koti-Hemmet, som fick högt anseende.
Från 1 juli 1918 till april 1926 var hon gift med skulptören Gunnar Finne. Med honom fick hon sonen Johan.